# Вили Николов
Вили Николов е български художник. Работи в областта на графиката, живописта, илюстрацията и рисунката. Работи с масло, темперни бои, акварелни бои, пастел.

## Биография и творчество
Роден е на 22 януари 1976 година в София.
1993 Завършва Национално училище за изящни изкуства „Илия Петров“, София, България
1999 Поканен да участва в международен пленер и изложба в Дидимотихо, Гърция
2001 Завършва с отличие Националната художествена академия „Николай Павлович“ – гр. София. Рисува в областта на графиката, илюстрацията, рисунката. През същата година прави специализация в областта на съвременното изкуство в Куенка, Испания.
Самостоятелни изложби:
2014 Изложба в зала „България“ на Софийската филхармония
2014 Изложба „Алегро“ в галерия „Артур“
2014 Изложба в Гранд Хотел София, Галерия „Минерва“
2013 Изложба „Синтез на изкуствата“ в Съюз на композиторите, София
2013 Изложба в Гранд Хотел София, Галерия „Минерва“
2012 Изложба в Гранд Хотел София, Галерия „Минерва“
2012 Изложба в централата на Общинска Банка, София
2012 – 2015 Обща изложба в къща музей „Никола Вапцаров“ гр. Банско, по време на Джаз фестивал
2011 Изложба в Хотел Арена Ди Сердика, София
2011 Изложба в Гранд Хотел София, Галерия „Минерва“
2011 Изложба в Метрополитън хотел, София
2010 Изложба в Арт Галерия, Национален дворец на културата
2010 Изложба в Национален исторически музей
2010 Изложба в Регионален етнографски музей – Пловдив
2010 Изложба в Национална художествена галерия
2009 Изложба в Арт галерия, Национален дворец на културата
2008 Изложба в Художествена галерия „ТЕА“
2006 – Изложба в Бизнес парк София
2001 Изложба в Културен дом „Красно село“
2001 Тематична изложба по случай 24 май в Посолството на Република България в Мадрид, Испания
2001 Поканен за специализация „Съвременно изкуство“ в Куенка, Испания
1999 Изложба в Дидимотихо, Гърция
1998 Изложба в агенция „София Прес“
1997 – 2008 Изложби в Национален дворец на културата
Илюстрации:
1999 – Стойчо Мазгалов книга „Три пиеси“
2000 – Илюстрации за Наръчник за безопасност на работното място на Министерство на труда и социалната политика 
Участва в пленери.
Негови творби са притежание на испанската кралица София, Хосе Мария Аснар, на българското посолство в Мадрид, посолството на Венецуела в България; както и в частни колекции в България, Германия, Австралия, Гърция, Франция, Италия, Нова Зеландия, Русия, Турция, Украйна, Узбекистан, Йордания, САЩ.
Стила си определя като приказен сюрреализъм, повлиян от „български[я] колорит“, от българските приказки и приказните сюжети с фолклорни мотиви. Не използва остри контрасти или остри форми, а предпочита „мекота[та], вдъхновена от акварелната техника.“

## Официален сайт на Вили НиколовАрхив на оригинала от2015-11-19 вWayback Machine.
== Ретроспективен Сайт на творчеството на Вили Николов ==